# Javier Otano
Javier Otano Cid (Tudela, Navarra, 6 de noviembre de 1946) es un político español. Fue secretario general del PSN-PSOE (1994-1996) y presidente del Gobierno de Navarra (1995-1996).

## Biografía
Licenciado en Filosofía y Letras y profesor de Instituto. En 1983 y 1987 fue elegido Parlamentario Foral en la candidatura del Partido Socialista de Navarra. También obtuvo escaño en las elecciones de 1991; en esa ocasión alcanzó la Presidencia del Parlamento de Navarra, cargo que desempeñó hasta 1995. 
En 1995 encabezó la lista del PSN-PSOE en las elecciones al Parlamento de Navarra, que obtuvo once escaños. Designado candidato a la Presidencia del Gobierno de Navarra, fue elegido presidente con los votos de PSN, CDN y EA. 
En julio de 1995 tomó posesión como Presidente del Gobierno de Navarra, cargo que ocupó hasta junio de 1996, momento en que dimitió debido a acusaciones de corrupción por el llamado "Caso Otano". 
Tras de abandonar la política volvió a dar clases de Lengua Castellana y Literatura en el instituto "Benjamín de Tudela" de Tudela.

### El "Caso Otano"
En junio de 1996 Otano dejó de ser presidente del Gobierno de Navarra, parlamentario foral y secretario general del Partido Socialista de Navarra, cargos de los que dimitió al conocerse que la juez Marisol Alejandre había descubierto una cuenta bancaria en Suiza a su nombre y al de su esposa, Teresa Arcos.
Esta cuenta podría estar relacionada con la llamada "trama navarra del caso Roldán", que llevó a prisión al expresidente socialista Gabriel Urralburu y al  exconsejero de Obras Públicas, Antonio Aragón. 
Otano admitió haber puesto su firma en esa cuenta. Aseguró que no había tocado el dinero, que desconocía la cuantía, el origen y el destino de sus fondos, y sostuvo que su participación y la de su esposa se limitaba a haber accedido a figurar como titulares de la cuenta a petición de Urralburu, quien le aseguró que era un dinero reservado para "futuras necesidades del partido".
Los hechos que dieron origen a las diligencias judiciales tuvieron lugar entre 1989 y 1990, cuando la multinacional alemana Bosch-Siemens abonó aproximadamente 1,2 millones de euros por la venta de la factoría Safel en Navarra. La documentación remitida por la justicia suiza permitió conocer que en julio de 1989 Bosch Siemens ingresó 4.998.053 marcos alemanes en la cuenta 52.437 del Discount Bank, de titularidad desconocida. Desde dicha cuenta se transfirió esa cantidad a otra cuenta cuyos titulares eran Antonio Aragón y Jesús Malón (expresidente del PSN-PSOE). Parte de ese dinero fue posteriormente transferido a cuentas de Antonio Aragón, Javier Otano y su esposa. 
El proceso judicial finalizó sin aclarar muchos de los extremos de la acusación debido a que la sentencia dictada decretó la prescripción de los delitos imputados.
- Datos: Q3752962